# Fleur Nagengast
Fleur Doortje Nagengast (Beilen, 28 gennaio 1998) è un'ex ciclocrossista ed ex ciclista su strada olandese.

## Palmarès

### Cross
- 2014-2015

Campionati olandesi, Junior
- 2015-2016

Campionati olandesi, Junior
Campionati olandesi, Under-23

## Piazzamenti

### Competizioni mondiali
- Campionati del mondo di ciclocross

Heusden-Zolder 2016 - Under-23: 17ª
Valkenburg 2018 - Under-23: 5ª
Bogense 2019 - Under-23: 2ª
- Campionati del mondo su strada

Doha 2016 - In linea Junior: 16ª

### Competizioni europee
- Campionati europei di ciclocross

Huijbergen 2015 - Under-23: 13ª
Tábor 2017 - Under-23: 12ª
Rosmalen 2018 - Under-23: 3ª
- Campionati europei su strada

Tartu 2015 - Cronometro Junior: 10ª
Tartu 2015 - In linea Junior: 30ª
Plumelec 2016 - In linea Junior: 22ª